# 御津町泙野
御津町泙野（みとちょうなぎの）は、愛知県豊川市の地名。

## 地理
旧御津町中央部に位置する。東は御津町西方、北は御津町広石に接する。

### 河川・池沼
- 御津川[1]

### 交通
- JR東海道本線[1]
- 東海道新幹線[1]
- 国道23号[1]

### 施設
- 泙野神社[1]
- 岩畳神社[1]
- 曹洞宗松林寺[2]
- 薬師堂[2]
- 豊川消防署御津派出所[2]
- 豊川市立御津中学校[2]
- NTT御津電報電話局[2]
- 老人憩いの家[2]

### 字一覧
- 楠木（くすのき）[WEB 6]
- 久呂下（くろした）[WEB 6]
- 新屋敷（しんやしき）[WEB 6]
- 高畑（たかばた）[WEB 6]
- 丁田（ちようだ）[WEB 6]
- 仲田（なかだ）[WEB 6]
- 仲ノ坪（なかのつぼ）[WEB 6]
- 浜新田（はましんでん）[WEB 6]
- 堀合（ほりあい）[WEB 6]
- 宮永（みやなが）[WEB 6]
- 村崎（むらさき）[WEB 6]
- 餅田（もちだ）[WEB 6]
- 柳原（やなぎはら）[WEB 6]
- 山下（やました）[WEB 6]
- 六角（ろくかく）[WEB 6]
- 六反田（ろくたんだ）[WEB 6]

## 歴史

### 地名の由来
飯盛長者が自らの子を失ったことを毎日泣いて過ごしていたところを行脚中の行基に救われ、寺院を建立した伝説が存在しており、元々は「泣野」（ないし鳴野）であったという説と、『万葉集』所載の高市黒人作の安礼の崎の歌に対し、波静かな場所であることから「なぎの」と称したという説があるという。

### 沿革
- 戦国時代 - 三河国宝飯郡に「なぎの上村」と読める地名の記録が残る[4]。
- 江戸時代 - 三河国宝飯郡泙野村として所在[3]。
- 慶長9年 - 幕府領となる[3]。
- 元禄11年 - 旗本一色丹後守知行となる[3]。
- 1889年（明治22年） - 御津村大字泙野となる[4]。
- 1930年（昭和5年） - 御津町大字泙野となる[4]。

### 人口の変遷
国勢調査による人口および世帯数の推移。
| 2010年（平成22年） | 145世帯 496人 |  |
| 2015年（平成27年） | 163世帯 552人 |  |
| 2020年（令和2年）  | 163世帯 509人 |  |

### WEB
1. ↑  “愛知県豊川市の町丁・字一覧”.   人口統計ラボ. 2024年5月1日閲覧。
2. ↑  “大字別世帯数人口集計表” (XLSX). 豊川市ホームページ.   豊川市役所. 2024年12月1日閲覧。
3. ↑  “読み仮名データの促音・拗音を小書きで表記するもの(zip形式) 愛知県” (zip).   日本郵便 (2024年2月29日). 2024年3月26日閲覧。
4. ↑  “市外局番の一覧” (PDF).   総務省 (2022年3月1日). 2022年3月22日閲覧。
5. ↑  “ナンバープレートについて”.   一般社団法人愛知県自動車会議所. 2024年1月21日閲覧。
6. 1 2 3 4 5 6 7 8 9 10 11 12 13 14 15 16  “愛知県豊川市御津町泙野の住所一覧”.   ゼンリン. 2025年1月13日閲覧。
7. ↑  総務省統計局 (2012年1月20日). “平成22年国勢調査の調査結果(e-Stat) - 男女別人口及び世帯数 －町丁・字等” (CSV). 2021年7月21日閲覧。
8. ↑  総務省統計局 (2017年1月27日). “平成27年国勢調査の調査結果(e-Stat) - 男女別人口及び世帯数 －町丁・字等” (CSV). 2021年7月21日閲覧。
9. ↑  総務省統計局 (2022年2月10日). “令和2年国勢調査の調査結果(e-Stat) - 男女別人口，外国人人口及び世帯数－町丁・字等” (CSV). 2023年8月2日閲覧。

### 書籍
1. 1 2 3 4 5 6 7 8  「角川日本地名大辞典」編纂委員会 1989, p. 2022.
2. 1 2 3 4 5 6  「角川日本地名大辞典」編纂委員会 1989, p. 2021.
3. 1 2 3 4  「角川日本地名大辞典」編纂委員会 1989, p. 964.
4. 1 2 3  「角川日本地名大辞典」編纂委員会 1989, p. 965.